# 늘푸른한국당
늘푸른한국당(-韓國黨)은 대한민국의 보수주의 정당이다. 이재오, 최병국이 새누리당에서 탈당한 후 2017년 1월 11일 창당하였다. 은평구의회에 박등규 의원 1석을 보유하였으며, 2018년 2월 해산 후 당원들이 자유한국당에 개별입당하는 방식으로 자유한국당과 통합 합의를 하였다. 2월 12일 자유한국당에 입당 행사를 열었다. 이재오 대표와 박등규 구의원 등도 자유한국당으로 복당하였다.

## 내력
4년 중임 분권형 대통령제를 기반으로 하는 개헌, 행정 구역 개편(인구 100만 명 단위의 50개 광역시로 개편)을 통한 선거·교육·정당 제도 혁신, 정부 구조 개혁, 동반 성장을 통한 경제 양극화 해소, 남북한 간의 자유 왕래를 통한 통일 기반 준비를 주요 공약으로 내걸었다.

## 주요 선거 결과

### 대통령 선거
| 연도   | 선거  | 후보자 | 득표    | 득표율         | 결과 | 당락 |
| ------ | ----- | ------ | ------- | -------------- | ---- | ---- |
| 2017년 | 19대  | 이재오 | 9,140표 | \| \| 0.03% \| | 12위 | 낙선 |
|        | 0.03% |        |         |                |      |      |